# Primera División de Chile 2000
Primera División de Chile 2000 var den chilenska högstaligan i fotboll för herrar för säsongen 2000, som slutade med att Universidad de Chile vann för elfte gången.

## Kvalificering för internationella turneringar
- Copa Libertadores 2001
  - Vinnaren av Primera División: Universidad de Chile
  - Tvåa i Primera División: Cobreloa
  - Vinnare av Liguilla Pre-Libertadores: Deportes Concepción

## Tabell
| Plac. | Lag                   | S  | V  | O  | F  | GM | IM | MSK | Poäng |
| ----- | --------------------- | -- | -- | -- | -- | -- | -- | --- | ----- |
| 1     | Universidad de Chile  | 30 | 18 | 7  | 5  | 62 | 17 | 45  | 61    |
| 2     | Cobreloa              | 30 | 15 | 7  | 8  | 35 | 18 | 17  | 52    |
| 3     | Colo-Colo             | 30 | 13 | 10 | 7  | 58 | 46 | 12  | 49    |
| 4     | Unión Española        | 30 | 13 | 9  | 8  | 43 | 38 | 5   | 48    |
| 5     | Deportes Concepción   | 30 | 11 | 11 | 8  | 51 | 42 | 9   | 44    |
| 6     | Universidad Católica  | 30 | 11 | 10 | 9  | 28 | 30 | -2  | 43    |
| 7     | Santiago Wanderers    | 30 | 10 | 11 | 9  | 47 | 46 | 1   | 41    |
| 8     | Audax Italiano        | 30 | 11 | 7  | 12 | 38 | 34 | 4   | 40    |
| 9     | Palestino             | 30 | 11 | 7  | 12 | 45 | 44 | 1   | 40    |
| 10    | Santiago Morning      | 30 | 10 | 8  | 12 | 47 | 54 | -7  | 38    |
| 11    | Coquimbo Unido        | 30 | 10 | 7  | 13 | 36 | 47 | -11 | 37    |
| 12    | O'Higgins             | 30 | 10 | 6  | 14 | 43 | 52 | -9  | 36    |
| 13    | Huachipato            | 30 | 9  | 7  | 14 | 44 | 48 | -4  | 34    |
| 14    | Deportes Puerto Montt | 30 | 9  | 7  | 14 | 42 | 54 | -12 | 34    |
| 15    | Everton               | 30 | 8  | 9  | 13 | 41 | 53 | -12 | 33    |
| 16    | Provincial Osorno     | 30 | 5  | 8  | 17 | 37 | 64 | -27 | 23    |

|  | Mästare och kvalificerade till Copa Libertadores. |
|  | Kvalificerade till Copa Libertadores.             |
|  | Kvalificerade till Liguilla Pre-Libertadores.     |
|  | Nedflyttade till Primera B.                       |

| Primera División Vinnare av Primera División 2000 |
| ------------------------------------------------- |
| Chile                                             |
| Universidad de Chile 11:e titeln                  |

## Liguilla Pre-Libertadores
Santiago Morning kvalificerade sig för Liguilla Pre-Libertadores genom Copa Chile 2000 (kom tvåa efter Universidad de Chile).